# 금나노입자
금나노입자는 금의 입자 크기가 나노미터인 것으로, 10-9m 정도의 사이즈에 있는 입자이다. 크기가 매우 작아 일반적인 광학현미경으로 관찰이 어려우며, TEM, SEM 등 고해상도 현미경을 이용하여 관찰할 수 있다.
금나노입자는 완전한 구 모양이 아니라 불규칙한 모양으로 되어있으며 각각의 모양과 크기에 따라 상태와 색상이 다르다. 이 상태에 따라 어떤 영역에 해당하는 파장을 어느 정도 반사하고 흡수하는 지에 따라 색깔이 결정된다. 이를 통해 에너지 간격을 추측할 수 있다. 크기가 클수록 짧은 파장의 색을 낸다.
과학자들이 금나노입자에 항암제 등 약물을 부착시켜 입자를 약 운반제로 이용하거나, 특정 항체를 부착시켜 세포 표면에서 항원을 검출할 수 있는 가능성이 있다. 루마티스 관절염의 치료제 등의 의료 분야 뿐 아니라 다양한 분야에 사용될 수 있는 차세대 신 물질이다.